# 1998年の台風
1998年の台風（1998ねんのたいふう、太平洋北西部で発生した熱帯低気圧）のデータ。
台風1号が発生したのは7月9日であり、1951年の統計開始以降では最も遅い記録となった。これにより、台風が全く存在しない空白期間の長さも過去最長となった。なお、7月に入ってから台風1号が発生したのは、この年と1973年、2016年の3回のみである。その後も台風の発生が少ない状態が一貫して継続していたため、台風1号のみならずこの年に発生した16号までの全ての番号の台風は、いずれも統計史上、それぞれ同じ番号を持つ他の年のどの台風よりも遅い日時に発生した。こうして年間の台風発生数はわずか16個に終わり、統計史上では当時最少記録であり、現在も2010年の14個に次いで2番目に少ない記録となっている。
この年に日本に接近した台風は8個・上陸した台風は4個あり、台風の総数が少ない割には日本に上陸した台風が多かった。特に、9月に発生した5個の台風は全て日本に接近あるいは上陸している。

## 台風の発生数
| 発生数が多い年 | 発生数が多い年                     | 発生数が多い年 | 発生数が少ない年 | 発生数が少ない年                                 | 発生数が少ない年 |
| 順位           | 年                                 | 発生数         | 順位             | 年                                               | 発生数           |
| -------------- | ---------------------------------- | -------------- | ---------------- | ------------------------------------------------ | ---------------- |
| 1              | 1967年                             | 39             | 1                | 2010年                                           | 14               |
| 2              | 1994年 1971年                      | 36             | 2                | 1998年                                           | 16               |
| 4              | 1966年                             | 35             | 3                | 2023年                                           | 17               |
| 5              | 1964年                             | 34             | 4                | 1969年                                           | 19               |
| 6              | 1989年 1974年 1965年               | 32             | 5                | 2011年 2003年 1977年 1975年 1973年 1954年 1951年 | 21               |
| 9              | 2013年 1992年 1988年 1972年 1958年 | 31             |                  |                                                  |                  |

## 台風の日本接近数
| 接近数が多い年 | 接近数が多い年                                   | 接近数が多い年 | 接近数が少ない年 | 接近数が少ない年                          | 接近数が少ない年 |
| 順位           | 年                                               | 接近数         | 順位             | 年                                        | 接近数           |
| -------------- | ------------------------------------------------ | -------------- | ---------------- | ----------------------------------------- | ---------------- |
| 1              | 2004年 1966年 1960年                             | 19             | 1                | 1973年                                    | 4                |
| 4              | 2012年                                           | 17             | 2                | 1995年                                    | 5                |
| 5              | 2018年 1955年                                    | 16             | 3                | 1977年                                    | 6                |
| 7              | 2019年 2000年 1997年 1994年 1965年 1961年 1958年 | 15             | 4                | 2020年 2010年 1983年 1979年               | 7                |
|                |                                                  |                | 8                | 2017年 2009年 1998年 1969年 1964年 1951年 | 8                |

## 月別の台風発生数
| 1月 | 2月 | 3月 | 4月 | 5月 | 6月 | 7月 | 8月 | 9月 | 10月 | 11月 | 12月 | 年間 |
| --- | --- | --- | --- | --- | --- | --- | --- | --- | ---- | ---- | ---- | ---- |
|     |     |     |     |     |     | 1   | 3   | 5   | 2    | 3    | 2    | 16   |

## 「台風」に分類されている熱帯低気圧

### 台風1号（ニコール）
199801・02W

統計史上最も遅く発生した台風1号である。前年の台風28号が消滅してからこの台風が発生するまでの199日間は、台風が全く存在しない空白期間が続いていたが、この空白期間の長さは、統計史上1位タイの記録となった。

### 台風2号（オットー）
199802・04W・ビスイン

台風2号としては、統計史上最も遅く発生した。また、台風2号の発生が8月以降にまで遅れたのはこの年のみである。

### 台風3号（ペニー）
199803・05W

台風3号としては、統計史上最も遅く発生した。また、台風3号の発生が8月以降にまでずれ込んだのは、この年と2020年のみである。

### 台風4号（レックス）
199804・06W
8月25日に沖縄近海で発生し、発達しながら日本の南海上を東進。28日頃からは向きを北寄りに変え、小笠原諸島に接近した。本州付近に停滞していた前線に向かって、台風からの湿った気流が流れ込んだため積乱雲が発達し、東日本および中日本の一部では豪雨となった。小笠原近海で台風の進行速度が遅くなったため、湿った気流の供給は長時間続くことになり、大雨が長引くこととなった。この大雨は31日ごろまで続き、9月1日以降は次第に日本列島から遠ざかり、弱まりながら7日に温帯低気圧に変わった。

### 台風5号（ステラ）
199805・08W

9月14日に父島の南海上で発生し、勢力を強めながら北上。16日4時半頃に静岡県御前崎付近に上陸した。 その後は関東地方から東北地方へと縦断したのち、16日20時過ぎに北海道釧路市付近に再上陸し、21時に北海道東部で温帯低気圧へ変わった。

### 台風6号（トッド）
199806・10W・エマン

9月16日に南西諸島の南で発生。18日に南大東島の東海上で大型で強い勢力となり、その後は勢力を弱めながら北西に進んで、鹿児島県種子島の南海上へと進んだ。19日には東シナ海を西に進み、中国の長江下流付近に上陸した。

### 台風7号（ヴィッキー）
199807・11W・ギダン
9月17日21時頃に南シナ海（ルソン島西海上）で発生。19日にフィリピンのルソン島に上陸。その後発達しながら南西諸島の東海上を北東方向に進み、22日13時過ぎに和歌山県御坊市付近に強い勢力で上陸した。上陸直前の中心気圧は、最盛期勢力の960hPaであり、上陸後も勢力はあまり衰えなかった。その後は近畿地方を北上して富山湾から日本海沿岸を進み、22日22時過ぎに山形県鶴岡市付近に再上陸。そして東北地方北部を通り、23日9時頃に北海道の東海上で温帯低気圧に変わった。この台風の上陸前日に紀伊半島に上陸した台風8号に続き、この台風も紀伊半島に上陸した。

### 台風8号（ワルド）
199808・13W

9月20日に沖ノ鳥島の北の海上で発生。北に進み、21日16時前に和歌山県田辺市付近に上陸した。その後は紀伊半島を北上し、21日21時に滋賀県北部付近で弱い熱帯低気圧に変わった。熱帯低気圧は富山湾に進み、22日9時に北日本付近で消滅した。なお、この台風上陸の翌日、先に発生した台風7号も紀伊半島に上陸した。

### 台風9号（ヤニー）
199809・14W・ヘリン

### 台風10号（ゼブ）
199810・18W・イリアン
10月11日3時頃にマリアナ諸島の海域で発生し、同日9時頃にカテゴリー5に達して21時頃にスーパータイフーン（PAGASA解析）となった。なお、米海軍解析でスーパータイフーンである台風の多くが、PAGASA解析でタイフーン止まりであり、PAGASAは米海軍よりスーパータイフーン昇格基準が厳しい。この台風は、数少ないPAGASA解析でのスーパータイフーンの1つである。さらに、この時刻に超大型で猛烈な台風となった。14日の3時頃に最盛期を迎え、中心気圧は900hPaまで下がった。フィリピンのルソン島に上陸後、台湾に接近して進路を北東に変え、17日16時30分頃に鹿児島県枕崎市付近に上陸。1951年以降7番目に遅い日本上陸で、最も遅い九州上陸となった。フィリピンに上陸したり、台湾に接近したりした影響で、上陸直前の勢力は975hPa・25m/s（当時の表現では「中型で並の強さ」）と衰えていて、暴風域は消滅していた。その後は70km/h から 100km/h程度の速い速度で日本を縦断していった。高知県宿毛市付近・ 岡山県玉野市付近にそれぞれ再上陸・再々上陸し、18日9時頃に 津軽半島沖で温帯低気圧となった。

### 台風11号（バブス）
199811・20W・ロレン

台風11号としては統計史上最も遅い日時に発生した。また、10月以降に台風11号が発生したのは、この年のみである。

### 台風12号（チップ）
199812・21W

台風12号としては統計史上最も遅い日時に発生した。また、10月以降に台風12号が発生したのは、この年と1983年のみである。1983年は10月7日に発生しているため、この年はそれよりも1ヶ月以上遅かったことになり、11月における台風12号の発生は他に例がない。

### 台風13号（ドーン）
199813・22W

台風13号としては統計史上最も遅い日時に発生した。また、11月以降に台風13号が発生したのはこの年のみである。

### 台風14号（エルビス）
199814・23W・ミディン

台風14号としては統計史上最も遅い日時に発生した。また、11月以降に台風14号が発生したのはこの年のみである。

### 台風15号（フェイス）
199815・24W・ノーミン

台風15号としては統計史上最も遅い日時に発生した。また、11月以降に台風15号が発生したのはこの年のみである。

### 台風16号（ギル）
199816・25W
台風16号としては統計史上最も遅い日時に発生した。また、11月以降に台風16号が発生したのはこの年のみである。